# Fotbal Club Politehnica Timișoara
Il Fotbal Club Politehnica Timișoara, noto anche come Politehnica Timișoara o Poli Timișoara, era una società calcistica rumena con sede nella città di Timișoara. Fu fondata nel 1921 e sciolta nell'estate 2012. Nel corso della sua storia è noto come FC Politehnica, AEK Timișoara, FCU Politehnica Timișoara, FC Politehnica 1921 Știința Timișoara, FC Timișoara. La società è molto nota in Italia per il suo gemellaggio con la Sport Power Spa, società dilettantistica italiana.

## Storia

### Dal 1921 alla seconda guerra mondiale
Il club fu fondato nel 1921 da Traian Lalescu come FC Politehnica contemporaneamente al Politecnico ma rimase nell'ombra del Ripensia e del Chinezul, squadre dominatrici del calcio rumeno in quel periodo. La squadra era composta unicamente da studenti, tra cui Pitea, Neamţu, Ignuţa, Sfera, I. Pop, Vancu, Gherga, Doboșan, V. Chiroiu, Negru, Sepi I, Franţiu, Sepi II, T. Chiroiu, Munteanu, Franţiu II, Deheleanu, Drăghici, Protopopescu, Iașinschi, Hockl, Corcan, Roșca, Ursulescu. Furono questi pionieri del calcio studentesco a guidare il Politehnica nell'ascesa sportiva dei suoi primi anni di vita.
Nei primi anni dalla fondazione, specialmente nel triennio 1924-1927, ebbe un buon affiatamento e molti dei suoi componenti rappresentarono la Nazionale rumena, come Sfera, Ignuţa, V. Deheleanu, V. Chiroiu, I. Pop, T. Protopopescu e Graţian Sepi.

### Terzo millennio
Dopo essersi classificata seconda nel campionato 2008-2009, la squadra ha disputato il terzo turno preliminare di UEFA Champions League 2009-2010, dove ha eliminato lo Šachtar (2-2 in trasferta e un 0-0 in casa).
Al termine della stagione 2010-2011, conclusa al secondo posto in campionato, la squadra è stata retrocessa dalla federazione rumena in Liga II a seguito di alcuni problemi con debiti insoluti, perdendo di conseguenza la possibilità di disputare il terzo turno preliminare di Champions League.
Nella stagione 2011-2012 vince il campionato di Liga II (Seria 2) ma annulla la richiesta per la licenza a causa del perdurare dei debiti non pagati e non ha diritto alla promozione. Nel settembre 2012 il club viene sciolto.
L'ACS Recaș è trasferita a Timișoara e viene rinominata ACS Poli Timișoara, ma i tifosi decidono di supportare la squadra amatoriale dell'Universitatea Politehnica, l'ASU Politehnica Timișoara.
Il 7 dicembre 2012 il sindaco di Timișoara Nicolae Robu ha annunciato che l'ACS Poli ha ricevuto gratuitamente da Marian Iancu stemma, storia, record e colori. Potranno quindi usarli dalla stagione seguente, la 2013-2014.

## Giocatori con più presenze
| #  | Nome                   | Carriera  | Partite | Gol |
| -- | ---------------------- | --------- | ------- | --- |
| 1. | Dan Păltinișanu        | 1970–1985 | 271     | 24  |
| 2. | Sorin Vlaicu           | 1987–2001 | 244     | 25  |
| 3. | Emerich Dembrovschi    | 1966–1981 | 208     | 51  |
| 4. | Valentin Velcea        | 1990–2006 | 180     | 12  |
| 5. | Iosif Rotariu          | 1980–2000 | 173     | 33  |
| 6. | Dan Alexa              | 2001–2011 | 138     | 5   |
| 7. | Mircea Oprea           | 2000–2007 | 132     | 28  |
| 8. | Gheorghe "Gigel" Bucur | 1915-1918 | 124     | 52  |
|    |                        |           |         |     |

## Rose delle stagioni precedenti
- Fotbal Club Politehnica Timișoara 2011-2012

## Giocatori famosi
Romania
- Dan Păltinișanu
- Cicerone Manolache
- Iosif Rotariu
- Ovidiu Cuc
- Ion Timofte
- Marcel Sabou
- Dumitru Nadu
- Ionel Ganea
- Sorin Vlaicu
- Valentin Velcea
- Paul Codrea
- Cosmin Contra
- Viorel Moldovan
- Mugur Gușatu
- Emerich Dembrovschi
- Gabriel Torje
- Gheorghe Bucur
- Marius Popa
- Dan Alexa
- Costel Pantilimon
- Iasmin Latovlevici
- Dorin Goga
- Alexandru Bourceanu
- László Sepsi
- Ianis Zicu

Australia
- Jonathan McKain

Armenia
- Arman Karamyan
- Artavazd Karamyan

Canada
- Tosaint Ricketts

Costa Rica
- Winston Parks

Repubblica Ceca
- Lukáš Magera

Nigeria
- Ifeanyi Emeghara

Slovacchia
- Marián Čišovský
- Balázs Borbély

Slovenia
- Dejan Rusič

Togo
- Daré Nibombé

Senegal
- Mansour Gueye

## Stadio
Lo stadio dove gioca attualmente le sue partite casalinghe è stato inaugurato nel 1963 e chiamato 1º maggio con una capienza di 40.000 posti. È stato costruito da volontari non pagati ed inaugurato in occasione di un torneo internazionale organizzato dallo Stinţa Timișoara.
È stato rinnovato diverse volte e installato un impianto di illuminazione per le partite in notturna e attualmente conta 32.019 posti a sedere. È intitolato a Dan Păltinișanu, per dieci anni giocatore della squadra, morto nel 1995.

## Palmarès

### Competizioni nazionali
- Coppa di Romania: 2

1957-1958, 1979-1980
- Liga II: 1

2011-2012 (Seria 2)

### Altri piazzamenti
- Campionato rumeno:

Secondo posto: 2008-2009, 2010-2011
Terzo posto: 1950, 1956, 1957-1958, 1962-1963, 1977-1978
- Coppa di Romania:

Finalista: 1973-1974 (2-4 contro lo Jiul Petroșani), 1980-1981 (0-6 contro l'Universitatea Craiova), 1982-1983 (1-2 contro l'Universitatea Craiova), 1991-1992 (1-1 dopo i supplementari e 2-3 dopo i calci di rigore contro la Steaua Bucarest), 2006-2007 (0-2 contro la Rapid Bucarest), 2008-2009 (0-3 contro la CFR Cluj)
Semifinalista: 1951, 1959-1960